# Florida-Rolf
Ein als „Florida-Rolf“ bezeichneter Deutscher (* 1939) wurde 2003 im Zusammenhang mit Diskussionen um sogenannte „Sozialschmarotzer“ in den Medien bekannt.

## Vorgeschichte
Der als Florida-Rolf bekannte Mann war nach einer gescheiterten Ehe 1979 in die USA gezogen und arbeitete dort als Immobilienmakler. Durch die Diagnose einer Bauchspeicheldrüsenentzündung und die damit verbundenen Behandlungskosten gingen seine Ersparnisse so weit zur Neige, dass er sich gezwungen sah, erstmals im Jahr 1993 einen Antrag auf Sozialhilfe für Deutsche im Ausland zu stellen.
Nachdem ihm noch bis 1995 Leistungen zugesprochen worden waren, wurden alle weiteren Anträge sowohl vom für seinen Geburtsort zuständigen Landessozialamt Niedersachsen als auch von den Gerichten abgelehnt. Nach zweimaliger Zurückverweisung des Verfahrens durch das Bundesverwaltungsgericht in den Jahren 1997 und 1999 holte das Niedersächsische Oberverwaltungsgericht ein Sachverständigengutachten ein, das dem Kläger eine Suizidalität für den Fall einer Rückkehr nach Deutschland attestierte, und sprach ihm deshalb Leistungen der Sozialhilfe für Deutsche im Ausland an seinem Wohnort in Miami zu.
Grundlage der Zahlungen war § 119 des Bundessozialhilfegesetzes, wonach in besonderen Notfällen auch im Ausland lebende deutsche Staatsbürger ein Anrecht auf Sozialhilfe haben. Dieses Gesetz war geschaffen worden, um sozialhilfebedürftig gewordenen Opfern der NS-Herrschaft die Rückkehr nach Deutschland zu ersparen. Zum Zeitpunkt des Bild-Artikels (siehe unten) waren nach Angaben des Spiegel 959 im Ausland lebende Personen sozialhilfeberechtigt.
Florida-Rolf erhielt im September 2003 Leistungen in Höhe von insgesamt 1907,20 €, zusammengesetzt aus einem Regelsatz von 646 €, Kosten der Unterkunft in Höhe von 783 €, einem Mehrbedarf aufgrund seiner anerkannten Schwerbehinderung in Höhe von 129 € sowie einem weiteren Mehrbedarf für notwendige Krankenkost in Höhe von 124,60 €, zusätzliche Kosten für Hygieneartikel in Höhe von 74,60 € und schließlich 146 € für die Bezahlung einer Haushaltshilfe.

## Mediale Beachtung
Im August 2003, mitten in der Saure-Gurken-Zeit, stieß die Redaktion der Bild auf ein Urteil des Oberverwaltungsgerichts Niedersachsen vom 11. August 2003. Dort stritt Florida-Rolf um höhere Unterkunftskosten für seine Wohnung. Das Gericht entschied, dass die Wohnung zwar unangemessen teuer ist und es auch keinen Anspruch auf eine Wohnung in Strandnähe gibt, die Kosten der Unterkunft aber sechs Monate lang in voller Höhe zu zahlen sind, um ihm, wie einem vergleichbaren Sozialhilfebezieher in Deutschland, die Möglichkeit zu geben, eine angemessene Wohnung anzumieten.
Obwohl das Urteil den Rechtsstreit somit nur am Rande betraf, erkannte die Redaktion der Bild hierin eine perfekte Schlagzeile und veröffentlichte wenig später einen Artikel mit dem Titel „Er lacht uns alle aus!“. In dem berichtete die Bild unter Auslassung der Hintergrundgeschichte vom „Sozialschnorrer“ namens „Florida-Rolf“, der von deutscher Sozialhilfe eine Wohnung in Miami Beach in unmittelbarer Strandnähe finanziere.
Zahlreiche Journalisten reisten daraufhin zu dem angeblichen Sozialschnorrer, um ihn zu den Umständen zu befragen. Durch einige unbedarfte Äußerungen, etwa die Angabe, er sei aufgrund einer „Deutschland-Allergie“ nach Florida gezogen, schaffte es der Fall bis in die obersten Reihen der Politik. Die Bundessozialministerin Ulla Schmidt äußerte als Antwort auf das Bekanntwerden des Falls, „Sozialhilfe unter Palmen“ werde es in Zukunft nicht mehr geben, und brachte innerhalb weniger Tage eine Gesetzesänderung durch das sonst schwerfällige Gesetzgebungsverfahren, um einen Anspruch auf Zahlung von Sozialhilfe ins Ausland nur noch unter sehr engen Voraussetzungen zuzulassen.
Kritiker der Gesetzesänderung behaupteten, dass die Novelle in Wirklichkeit deutsche Steuerzahler zusätzlich belaste. Zum einen müsse der Staat für die Rückreise- und die Umzugskosten aufkommen. Außerdem hätten die Betroffenen in aller Regel in Deutschland höhere Zuwendungsansprüche. Die Mehrheit derjenigen, die durch die Gesetzesänderung zur Rückkehr veranlasst worden seien, hätten vorher nicht in den USA, sondern in Ländern wie Thailand gelebt, in denen die Lebenshaltungs- und damit auch die entstehenden Unterstützungskosten niedriger als in der Bundesrepublik gewesen seien, so die Kritiker.
Im September 2003 versuchte sich Florida-Rolf in der Sendung Menschen bei Maischberger, für die er live aus Miami zugeschaltet wurde, zu rechtfertigen. Bei Einschaltquoten von über 20 Prozent erklärte er seinen langen Kampf vor Gericht, sein psychiatrisches Gutachten und seine völlige Entfremdung von Deutschland. Nachdem aufgrund der Gesetzesnovelle die Leistungen zum 1. April 2004 eingestellt worden waren, kehrte Florida-Rolf nach Deutschland zurück, lebte zunächst auf der Straße und erhielt den Regelsatz der Sozialhilfe, was die Bild-Zeitung als Sieg feierte. Kurz darauf tauchte er unter und konnte von den Medien nicht mehr aufgespürt werden, was dazu führte, dass das Medieninteresse nachließ.
Seit dem 31. Dezember 2003 ermöglicht der die Sozialhilfe für Deutsche im Ausland regelnde § 24 Zwölftes Buch Sozialgesetzbuch nur noch bei Pflege und Erziehung eines aus rechtlichen Gründen im Ausland bleibenden Kindes, bei längerfristiger stationärer Betreuung in einer Einrichtung, bei schwerer Pflegebedürftigkeit sowie bei hoheitlicher Gewalt Sozialhilfezahlungen ins Ausland. Die Gefährdung von Leib und Leben im Fall einer Rückkehr nach Deutschland ist kein Grund mehr für die Gewährung von Leistungen für im Ausland lebende Deutsche.
2010 lebte Florida-Rolf nach Angaben der Bild-Zeitung in Berlin und bezog Grundsicherungsrente auf ALG-II-Niveau. 2013 lebte er noch in einer Hinterhofwohnung in Berlin. Er ist geschieden und hat einen Sohn.